# Rana juliani
The Maya Mountains Frog, Rana juliani, là một loài ếch trong họ Ranidae.
Nó được tìm thấy ở Belize và có thể cả Guatemala.
Các môi trường sống tự nhiên của chúng là các khu rừng ẩm ướt đất thấp nhiệt đới hoặc cận nhiệt đới, xavan ẩm, và sông.